# 慶興郡
慶興郡（キョンフンぐん）は朝鮮民主主義人民共和国咸鏡北道に属する郡。1977年から2010年までは恩徳郡（ウンドクぐん）と呼ばれていた。中心部・阿吾地（アオジ）周辺には朝鮮半島最大規模の褐炭の炭坑がある。

## 地理
咸鏡北道の北東部に位置し、豆満江に面している。現在は内陸の郡であるが、かつては河口部の港町である雄基（北朝鮮統治下で先鋒と改称）も郡域に含まれていた。
豆満江の対岸は中華人民共和国吉林省琿春市。豆満江に沿って北に慶源郡、南に羅先特別市がある。

## 歴史
高句麗、渤海国を経て女真族の居住地であり、高麗・朝鮮王朝との間に戦闘が繰り広げられた。
1888年に朝露陸路通商条約が結ばれると、対ロシア貿易の通商地として翌1889年慶興府が開かれ、ロシアの租借地が設けられた。1910年10月1日、慶興府は慶興郡に改められた。
日本の統治下にあった1930年代以降、阿吾地炭鉱をはじめとする鉱工業開発が進められた。日本窒素肥料の阿吾地工場がつくられ、人造石油の製造が試みられた。阿吾地には技術者とその家族など日本人居留者も多かった。
北朝鮮統治下でも鉱業・化学工業の拠点となっている。阿吾地炭坑には思想犯の強制収容所があり強制労働がおこなわれているとの説、化学兵器の生産拠点があるとの観測もある。

### 年表
この節の出典
- 高麗時代 - 孔州と称された。
- 1435年 - 孔城県が設置される。
- 1437年 - 慶興郡に改称。
- 1443年 - 慶興都護府に昇格。
- 1889年 - 朝露陸路通商条約により、慶興が開市。
- 1895年 - 鏡城府慶興郡となる（二十三府制）。
- 1914年4月1日 - 郡面併合により、咸鏡北道鍾城郡の一部(豊海面)が慶興郡に編入。慶興郡に以下の面が成立。(6面)
  - 慶興面・蘆西面・上下面・新安面・雄基面・豊海面
- 1934年 - 新安面が羅津邑に昇格。(1邑5面)
- 1936年10月 (1邑4面)
  - 羅津邑および豊海面の一部が合併し、羅津府となり、郡より離脱。
  - 雄基面が雄基邑に昇格。
- 1940年11月1日 - 上下面が阿吾地邑に昇格。(2邑3面)
- 1945年(光復直後) (1邑3面)
  - 豊海面が羅津府と合併し、羅津市となり、郡より離脱。
  - 阿吾地邑が阿吾地面に降格。
- 1947年11月 (6面)
  - 雄基邑が雄基面に降格。
  - 慶源郡有徳面、鍾城郡華方面を編入。
- 1952年12月 - 郡面里統廃合により、咸鏡北道慶興郡阿吾地面・有徳面および慶興面・華方面の各一部、慶源郡阿山面の一部、会寧郡八乙面の一部地域をもって、慶興郡を設置。慶興郡に以下の邑・里が成立。(1邑17里)
  - 慶興邑・阿吾地里・松鶴里・元汀里・新阿山里・鹿野里・貴洛里・金松里・栢洞里・長坪里・竹基里・下檜里・梧鳳里・朴上里・荘安里・太陽里・下汝坪里・龍城里
- 1958年 - 貴洛里の一部が慶興邑に編入。(1邑17里)
- 1961年 (1邑1労働者区16里)
  - 阿吾地里の一部が分立し、龍淵労働者区が発足。
  - 栢洞里が長坪里に編入。
- 1963年 - 龍城里が鹿野里に編入。(1邑1労働者区15里)
- 1965年 - 梧鳳里が梧鳳労働者区に昇格。(1邑2労働者区14里)
- 1977年9月 - 慶興郡が恩徳郡に改称。(1邑2労働者区14里)
  - 慶興邑が恩徳邑に改称。
- 1981年6月 - 阿吾地里が鶴松里に改称。(1邑2労働者区14里)
- 1981年10月 - 荘安里が安吉里に改称。(1邑2労働者区14里)
- 1987年 - 松鶴里の一部が分立し、明龍労働者区が発足。(1邑3労働者区14里)
- 1990年 - 朴上里が暘徳里に改称。(1邑3労働者区14里)
- 1991年11月 - 竹基里が松山里に改称。(1邑3労働者区14里)
- 1993年9月 (1邑3労働者区12里)
  - 先鋒郡鉄柱里を編入。
  - 元汀里・下檜里・下汝坪里が羅津-先鋒市先鋒郡に編入。
- 1995年12月 (1邑6労働者区10里)
  - 恩徳邑の一部が分立し、農耕労働者区が発足。
  - 恩徳邑・貴洛里の各一部が合併し、貴洛労働者区が発足。
  - 貴洛里の残部が恩徳邑に編入。
  - 龍淵労働者区・鶴松里の各一部が合併し、鶴松労働者区が発足。
  - 鶴松里の残部が龍淵労働者区に編入。
- 2010年 - 恩徳郡が慶興郡に再度改称。(1邑6労働者区10里)
  - 恩徳邑が慶興邑に改称。

## 行政区画
1945年8月15日時点で、雄基・阿吾地の2邑と豊海・慶興・蘆西の3面があった。
- 雄基邑 － 웅기읍【雄基邑】（ウンギミョン）
- 阿吾地邑 － 아오지읍【阿吾地邑】（アオジミョン）
- 豊海面 － 풍해면【豊海面】（プンヘミョン）
- 慶興面 － 경흥면【慶興面】（キョンフンミョン）
- 蘆西面 － 노서면【蘆西面】（ノソミョン）

現在の邑の中心は旧阿吾地邑。1邑・6労働者区・10里を管轄する。
| - 慶興邑（キョンフンウプ） - 貴洛労働者区（クィランノドンジャグ） - 農耕労働者区（ノンギョンノドンジャグ） - 龍淵労働者区（リョンヨンノドンジャグ） - 明龍労働者区（ミョンニョンノドンジャグ） - 梧鳳労働者区（オボンノドンジャグ） - 鶴松労働者区（ハクソンノドンジャグ） | - 金松里（クムソンニ） - 鹿野里（ロギャリ） - 松山里（ソンサンニ） - 松鶴里（ソンハンニ） - 新阿山里（シナサンニ） - 安吉里（アンギルリ） - 暘徳里（ヤンドンニ） - 長坪里（チャンピョンニ） - 鉄柱里（チョルチュリ） - 太陽里（テヤンニ） |

## 交通
- 咸北線
  - 新阿山駅 - 松鶴駅 - 鶴松駅
- 灰岩線
  - 鶴松駅 - 灰岩駅 - 恩徳駅 - 梧鳳駅
- チュンドゥ線
  - 松鶴駅 - チュンドゥ駅

## 註
1. ↑  明治43年10月1日朝鮮総督府令第7号による。『朝鮮総督府官報』第29号p. 14（明治43年10月1日）を参照。
2. ↑  たとえば『朝鮮日報』電子版 2002年11月16日付 「北、化学兵器の前方配置を完了」
3. ↑  함경북도 경흥군 역사